# Ixamatus rozefeldsi
Ixamatus rozefeldsi är en spindelart som beskrevs av Raven 1985. Ixamatus rozefeldsi ingår i släktet Ixamatus och familjen Nemesiidae.
Artens utbredningsområde är Queensland. Inga underarter finns listade i Catalogue of Life.